# 붓꼬리털북숭이발저빌
붓꼬리털북숭이발저빌(Gerbillurus vallinus)은 황무지쥐아과에 속하는 설치류의 일종이다. 나미비아와 남아프리카공화국에서 발견된다. 자연 서식지는 건조 사바나 지역과 온대 초원, 열대 사막이다. 서식지 감소로 위협을 받고 있다.